# 泊居郡

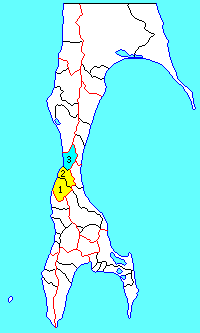
樺太・泊居郡の位置（1.泊居町 2.名寄村 3.久春内村 水色：後に他郡から編入された地域）

泊居郡（とまりおるぐん）は、日本の領有下において樺太に存在した郡。
以下の1町2村を含む。
- 泊居町
- 名寄村
- 久春内村

## 郡域
1915年（大正4年）に行政区画として発足した当時の郡域は、泊居町、名寄村の1町1村の区域に相当する。

## 歴史

### 郡発足までの沿革

#### 古代
泊居郡域では、古墳時代の4世紀ころには鈴谷文化が、5世紀ころからオホーツク文化が栄えた。オホーツク文化は、『日本書紀』や『続日本紀』に記述が見え、飛鳥時代に阿倍比羅夫と交戦した粛慎 (みしわせ)に比定されている。擦文文化が進出し、オホーツク人は樺太南部から駆逐された。
その後、和人社会で武士が台頭しはじめた平安時代中期（10世紀）までに、擦文文化が入れ替わるように泊居郡域に進出。彼らは、矢羽や甲冑などの材料として需要が高まっていたオオワシ羽やアザラシ皮などの交易品の確保が目的で北上したとみられる。これらの流通には安倍氏や奥州藤原氏など奥羽の豪族が関わっていた。同時に和人社会から鉄製品や食料品などの生活物資の流入が増加し、擦文文化からアイヌ文化への転換の契機になったとみられる。擦文文化の担い手は、アイヌの祖先にあたる。

#### 中世
中世の泊居郡域の状況について、当時の文献『諏訪大明神絵詞』によると、鎌倉時代に蝦夷・えみしの子孫を自称する蝦夷管領・安東氏が、唐子と呼ばれる蝦夷（アイヌ）を統括 し、十三湊を拠点とし奥州藤原氏を引き継ぐかたちで日本海北部を中心にかなり広範囲にわたって活動していたという（『廻船式目』）。中世の安東氏は、陸の豪族であるとともに安藤水軍を擁し、蝦夷社会での騒乱時には、しばしば津軽海峡以北に出兵した。
室町時代になり、安東水軍は関東御免船として活動し、和産物を蝦夷社会へ供給。また北方産品を大量に仕入れ全国に出荷していた（『十三往来』）。安東氏は応永年間に「北海の夷狄動乱」を平定し、日之本将軍と称した。
15世紀末には、その代官の武田信広（松前藩祖）が唐子の乙名から銅雀台瓦硯を献じられ配下にしたという（『福山秘府』）。それ以降、彼の家系が大陸との交易路を統括するようになる。唐子は近世に西蝦夷地と呼ばれる樺太南部のほか北海道日本海側や北海岸に居住し、十三湊や後の和人地の前身にあたる渡党の領域まで赴き生活必需品などを入手（城下交易も参照）していた。

#### 近世
江戸時代の泊居郡域は西蝦夷地に属し、慶長8年（1603年）宗谷の役宅が管轄。貞享2年（1685年）になると宗谷場所に含まれた。このとき蝦夷・樺太アイヌたちは、米のほか鉄器や木綿などの生活必需品を入手するため、まだ宗谷まで行く必要があった。元禄13年（1700年）、松前藩から幕府に提出された松前島郷帳に「つなよろ」の記載あり。宝暦2年（1752年）ころ、夷島（宗谷）からシラヌシ（本斗郡好仁村白主）に交易船が来るようになり、寛政2年（1790年）白主に松前藩が樺太商場（場所）を開設。場所請負人は阿部屋村山家。幕府も樺太に勤番所を置くようになった。このときトンナイ（ホントケシ、本斗郡本斗町）にも交易の拠点が開設され、ここで住民に対する撫育政策としてオムシャなども行われるようになる。当時の地方行政の詳細については、場所請負制成立後の行政および江戸時代の日本の人口統計も参照。オムシャでは地元の有力者を惣乙名などに任命、役職に就いた者は役蝦夷と呼ばれた。
その後、場所請負人は、寛政8年から大阪商人・小山屋権兵衛と藩士・板垣豊四郎、翌9年からは板垣豊四郎が単独で請負う。寛政12年（1800年）からは泊居郡域も松前藩直営となり、藩士・高橋荘四郎と目谷安二郎が管理し、兵庫商人・柴屋長太夫が請負っていた。

##### カラフトナヨロ惣乙名文書
山丹人との紛争と報復
間宮の『北夷分界余話』によると、18世紀半ば将軍家治治世のころ、ナヨロの惣乙名ヤエビラカンが、交易のため来航したスメレンクル夷や山丹人ら10名ほどを殺害し商品を奪った。これをきっかけに、満州人の報復で子のカンテツロシケとヨーチイテアイノが人質に取られた上朝貢交易を強いられた。後に人質となった二人は許され、姓長（ハラ・イ・ダ hala-i-da）の称号を与えられた（冊封）。また、ヨーチイテアイノは、楊忠貞の名も与えられたという。
大陸渡航の強要と文書
この一件が原因で、西岸ではナヨロ以北、東岸ではナエフツ（内淵）以北のアイヌ乙名たちも大陸渡航を強要された。彼らは幕藩体制下の郷村制の役職を持ちながら朝貢交易で大陸の黒龍江下流域に出向いたが、回数は数年に一度の頻度で、度々滞りながらも19世紀初頭まで続いた。当時の彼らの位置づけは、薩摩藩の附庸国であった琉球王国に近い状態であった。
朝貢交易は負担が大きく、中には大陸渡航が滞ったり不能になるアイヌ乙名もいたという。大陸からの連絡はナヨロの乙名を介しておこなわれ、このときの山丹来航を催促する文書などがその子孫に伝わっており、寛政4年（1792年）に幕吏の最上徳内がナヨロに立ち寄った際、ヤエンコロアイノに山丹からの文書を大切に保管するよう書付を残している。
また、文化（1808年）松田伝十郎がナヨロ（名寄村）に立ち寄り、ヤエンコロアイノを訪問。このとき、眼病を患ったヤエンコロアイノの代わりに、弟のシロトマアイノが朝貢交易のため山丹に渡航する直前であったという。幕末の安政3年（1856年）に松浦武四郎が泊居郡域を訪れた際には、楊忠貞の曾孫であるシトクランケの家に最上徳内の添状や山丹側から来航を催促する文書など4通の書状（国指定重要文化財: カラフトナヨロ惣乙名文書）があった。
朝貢と冊封とは
朝貢とは、東亜・漢字文化圏における外交および交易の一形態。有力国の皇帝や君主に対し、周辺国や民族が貢物を献上し返礼品を下賜される交易である。また、有力な王朝から名目的な役職名を与えられる外交（名目的な君臣）関係の一種を冊封という。与えられる役職名は、国家の場合「王」や「国王」、部族単位の場合は「姓長」や「郷長」など地方官職名が与えられ指定された貢納物の献上を義務付けられたが、ふつう内政干渉は無かった。このように、有力国を中心に構築された外交秩序を冊封体制という。日本列島で冊封を受け朝貢交易した例は、他に漢委奴国王、親魏倭王（卑弥呼）、倭の五王、日本国王（懐良親王、足利義満）などがある。なお、人質を取られ朝貢を強要された例は、李氏朝鮮の仁祖があり、その経緯は大清皇帝功徳碑も参照されたい。

##### 幕吏の樺太検分
赤蝦夷風説考が著された田沼意次の治世、天明6年（1786年）の普請役下役・大石逸平や、寛政3年（1791年）に松前平角、青山団右衛門・高橋壮四郎・鈴木熊蔵ら松前藩士が訪れた。松前藩士らは、交易に来た山丹人・フヤンコから北方の地理について事情聴取。寛政4年（1792年）には幕吏の最上徳内が調査のためナヨロに立ち寄っている。
また、文化5年（1808年）樺太北部検分のため松田伝十郎 もナヨロ（名寄村）に立ち寄った。

##### 第一次幕領期
文化4年（1807年）文化露寇 が発生したため、樺太を含む西蝦夷地が上知され泊居郡域は松前奉行の治める公議御料（幕府直轄領）となった（〜1821年、第一次幕領期）。このときの樺太場所請負人は柴屋長太夫。文化5年(1808年)幕命により会津藩が泊居郡域を警固。文化6年(1809年)西蝦夷地から樺太が分立し、北蝦夷地となる。この年から弘前藩が警固に当たり、栖原家が伊達家と共同で北蝦夷地(文化6年6月、唐太から改称)場所を請負った。
山丹交易改革
蝦夷・アイヌにとって蝦夷錦をはじめ来航する山丹人からの品々の仕入は負担が大きく困窮しており、惣乙名ヤエンコロアイノですら負債を抱えていたという。松田伝十郎が手がけた改革 で、山丹交易は幕府直営とし白主会所のみで行われることとなった。同時に、蝦夷（アイヌ）の救済措置として、来航する山丹人に対する借財のうち支払えない負債を幕府が立替えている。山丹交易改革後、漁場で就労し生計を立てる者もいたという。また、アイヌ乙名たちの山丹渡航も禁じられた。

##### 松前藩復領後
その後、北方の緊張が緩和した文政4年（1821年）、松前藩領に復した。松前藩復領後、弘化3年と安政3年（1856年）に松浦武四郎が泊居郡域を訪れており、安政3年は箱館奉行所の支配組頭・向山源太夫の部下・幕吏として同行。
○嘉永7年（1854年）刊行の『鈴木重尚　松浦武四郎　唐太日記』に記載される、弘化3年当時の状況の一部は下記のとおり。
- 名寄村
  - シララヲロ（西白浦）・・・アイヌの小屋
  - ナヨロ・・・乙名シトクランケがおり、彼は楊忠貞の曾孫。

##### 樺太直捌場所の分立
安政年間(1854年～1860年)以降、西浦（西海岸）はノタサンより奥地が幕府直捌となる。安政三年（1856）箱館奉行は鳥井権之助を北蝦夷地差配人に任命。安政5年（1858年）には、泊居郡	
域も箱館奉行石狩役所の直捌場所（石狩御直場所） となり、久春内郡久春内村や名寄などで漁場を開設。漁場の状況については北海道におけるニシン漁史も参照されたい。
幕末の状況について、「北海道歴検図」 のカラフトの部分の絵図と松浦武四郎の「北蝦夷山川地理取調図」等 では、下記のようになっていた。
西浦ショウニ(本斗郡好仁村宗仁)からの道（本斗安別線の前身）が通じ、通行屋・小休所では、途中3カ所を入れ、ナヨロ(泊居郡名寄村名寄)まで5カ所に「通行屋」が、あった。
幕末当時の宗教施設や漁場については下記のとおり。
○西浦の神社
- 名寄村・・・シララオカ弁天社(西白浦)

○西浦漁場　慶応3年12月 栖原家十代寧幹時代の樺太漁場
- 名寄村・・・トマリポ(泊帆)、シラヲヲロ(西白浦)

##### 幕末の樺太警固（第二次幕領期）
安政2年（1855年）日露和親条約では国境が未確定のまま棚上げ先送りとなっていた。この年以降、樺太を含む蝦夷地が再び公議御料となり、秋田藩が泊居郡（西白浦領、領の項も参照）の警固も行った。冬季は漁場の番屋に詰める番人を武装化して足軽とし警固した。万延元年（1860年）樺太警固は仙台・会津・秋田・庄内の4藩となるが、文久3年（1863年）以降は仙台・秋田・庄内の3藩体制となる。慶応3年（1867年）樺太雑居条約で樺太全島が日露雑居地とされた。

#### 大政奉還後
大政奉還後の慶応4年（1868年）4月12日、箱館裁判所(閏4月24日に箱館府と改称)の管轄 となり、明治2年（1869年）北蝦夷地を樺太州（国）と改称、同年開拓使直轄領となった。明治3年（1870年）には樺太開拓使領を経て、明治4年（1871年）北海道開拓史と再統合し開拓使直轄領に復した。同年8月29日、廃藩置県を迎える。このころ行われた文明開化期の事象としては、神仏分離令、壬申戸籍編製、散髪脱刀令、平民苗字必称義務令公布などが挙げられる。アイヌは百姓身分だったため、平民となった。明治8年（1875年）、樺太千島交換条約によりロシア領とされたため、栖原家が樺太から撤退。栖原屋と雇用関係にあり日本国籍を選択しトマリホロから北海道に移住したアイヌがいた一方、残留した者たちも、生活物資の入手が困難となり苦労したという。また、同条約第六款において露領時代も日本人の漁業権が認められており、西能登呂岬より久春内まで、西海岸漁区の範囲に含まれた。

#### ロシアの進出
安政2年（1855年）日露和親条約で国境の画定が先送りされたため、安政4年（1857年）7月、ロタノスケ率いるロシア軍がナヨロ（名寄村）に上陸しクシニンナイ（久春内郡久春内村）に移動後、クスナイスキー哨所（砦）を建設する事件が発生（ロシア軍艦対馬占領事件や帝国主義・南下政策も参照）。このときは日本の警護が固く8月1日撤退している。泊居郡域への侵出はこれが最初である。1867年の樺太雑居条約で樺太全島が日露雑居地とされた後、新政府の官吏との間でオッテコロ(追手)の石炭採掘権をめぐる紛争があった。樺太千島交換条約で当地はロシア領となる。

#### 日本領に復帰
- 1905年（明治38年）
  - 7月 - 日露戦争・樺太の戦いで、日本軍第13師団が占領。31日、在樺太ロシア軍降伏。
  - 8月1日 - 軍政が敷かれ、南樺太に4つの軍政署を開設。南樺太西岸には、真岡付近に第四仮軍政区のマウカ軍政区署が設置されていた。
  - 8月28日 - 内務省下樺太民政署コルサコフ（大泊町）支所の管轄となる。
  - 9月1日 - 日露休戦条約を締結。
  - 9月4日 - 樺太民政署マウカ支所の管轄となる。
  - 9月5日 - ポーツマス条約締結により日本に割譲。
- 1907年（明治40年）3月14日 - 内務省の下部組織樺太庁発足、マウカ支庁の管轄となる。
- 1908年（明治41年）4月 - 管轄支庁を真岡支庁に改称。
- 1909年（明治42年）
  - 6月 - 真岡支庁泊居出張所を設置。
  - 同年、樺太庁令で「部落総代規定」を制定。主要集落に町村長に相当する総代を置き、行政事務をおこなうこととした。
- 1913年（大正2年）
  - 6月 - 泊居出張所を名好支庁に移管。同日名好支庁は久春内支庁に改称。
  - 10月 - 管轄支庁を泊居支庁に改称。

### 郡発足以降の沿革
- 1915年（大正4年）6月26日 - 「樺太ノ郡町村編制ニ関スル件」（大正4年勅令第101号）の施行により、行政区画としての泊居郡発足。発足当初は泊居町、追手村、名寄村の1町2村。泊居支庁が管轄。（1町2村）
- 1918年（大正7年） - 共通法（大正7年法律第39号）（大正7年4月17日施行）1条2項で、樺太を内地に含むと規定[34] され、終戦まで基本的に国内法が適用されることとなった。
- 1922年（大正11年）4月1日 - 「樺太ノ地方制度ニ関スル法律」（大正10年4月8日法律第47号）と、その細則「樺太町村制」（大正11年1月23日勅令第8号）を同時に施行。「部落総代規定」廃止。
- 1923年（大正12年）4月1日 - 追手村が泊居町に合併。（1町1村）
- 1929年（昭和4年）7月1日 - 樺太町村制の施行により、泊居町（一級町村）、名寄村（二級町村）が発足。
- 1942年（昭和17年）11月
  - 泊居支庁が真岡支庁に統合されたことにより、管轄支庁が真岡支庁に変更。
  - 久春内郡久春内村（二級町村）の所属郡が本郡に変更。（1町2村）
- 1943年（昭和18年）
  - 4月1日 - 「樺太ニ施行スル法律ノ特例ニ関スル件」（大正9年勅令第124号）が廃止され、内地編入。
  - 6月1日 - 樺太町村制が廃止され、樺太で町村制が施行される。二級町村は指定町村となる。
- 1945年（昭和20年）8月22日 - 日ソ中立条約を破棄したソ連軍の樺太侵攻後、ソビエト連邦により占拠される。
- 1949年（昭和24年）6月1日 - 国家行政組織法の施行のため法的に樺太庁が廃止。同日泊居郡消滅。